# Fernando Girón Tovar
Pour les articles homonymes, voir Tovar.
Fernando Girón Tovar est l'une des quatre paroisses civiles de la municipalité d'Atures dans l'État d'Amazonas au Venezuela. Sa capitale est Puerto Ayacucho, la capitale de l'État.